# Silvia Parietti
Pour les articles homonymes, voir Parietti.
Silvia Parietti, née le 19 mars 1978 à Livourne, est une coureuse cycliste italienne.

## Championnats du monde
- Lisbonne 2001
  - 54e de la course en ligne
- Hamilton 2003
  - 21e de la course en ligne

## Par années
- 2002
  - 10e du Tour de Pologne féminin
- 2005
  -  Championne d'Italie sur route
- 2006
  - 3e du championnat d'Italie sur route
- 2007
  - 3e du classement de la montagne  du Tour de Toscane féminin-Mémorial Michela Fanini

### Grands tours

#### Tour d'Italie
11 participations
- 1998 : 53e
- 1999 : 56e
- 2000 : 25e
- 2001 : 30e
- 2002 : 12e
- 2003 : 34e
- 2004 : 60e
- 2005 : 29e
- 2006 : 17e
- 2007 : 33e
- 2008 : 55e